# Франле
Франле (фр. Franleu) насеље је и општина у североисточној Француској у региону Пикардија, у департману Сома која припада префектури Абевил.
По подацима из 2011. године у општини је живело 516 становника, а густина насељености је износила 61,21 становника/km². Општина се простире на површини од 8,43 km². Налази се на средњој надморској висини од 79 метара (максималној 90 m, а минималној 38 m).

## Демографија
| 1962. | 1968. | 1975. | 1982. | 1990. | 1999. | 2011. |
| ----- | ----- | ----- | ----- | ----- | ----- | ----- |
| 497   | 515   | 571   | 550   | 514   | 523   | 516   |

График промене броја становника у току последњих година